# Hristiana Todorova
Hristiana Todorova (en búlgaro: Християна Тодорова; Canadá, 28 de noviembre de 1994) es una política y ex-atleta olímpica búlgara de gimnasia rítmica grupal.

## Biografía
Hristiana Todorova nació el 28 de noviembre de 1994 en Canadá, donde sus padres, ambos búlgaros, estaban residiendo durante un breve periodo de tiempo. Poco después la familia volvió a Sofía, capital de la República de Bulgaria.
Según la página web Strazha.bg, una web de transparencia parlamentaria búlgara, su lugar de nacimiento fue Sofía, no haciendo ninguna alusión al nacimiento en Canadá, aunque Todorova cuenta con la ciudadanía canadiense.

### Carrera como gimnasta
Todorova empezó a practicar gimnasia rítmica en 1999, con cuatro años. En 2011, tras una buena actuación en el Campeonato Mundial de Montpellier, ganó plaza para participar en los Juegos Olímpicos de Londres 2012.
En 2015 consiguió medallas de plata y bronce en el Campeonato Mundial de Sttutgart.
En 2016 Todorova participó nuevamente en los Juegos Olímpicos, siendo parte del equipo búlgaro para los JJ. OO. de Río de Janeiro. El grupo, conocido en Bulgaria como «las chicas de oro de Iliana Raeva» (en búlgaro: златните момичета на Илиана Раева), obtuvo la medalla de bronce.
Se retiró de la gimnasia rítmica tras los Juegos de Río de Janeiro.

### Carrera como política
Tras dejar las competiciones en activo, Hristiana Todorova se convirtió en jueza de gimnasia rítmica y en 2020 probó suerte en el mundo de la escritura publicando su libro Huellas del alma andrajosa (en búlgaro: Следа от объркана душа).
En 2021, con el anuncio de la repetición de elecciones después de que no se formase gobierno tras las legislativas de abril, Hristiana Todorova ocupó el segundo puesto en la lista de candidaturas de Existe Tal Pueblo por la circunscripción de Burgas, tan solo por detrás del veterano político Ivailo Valchev. En las legislativas de julio, Existe Tal Pueblo, vencedor de los comicios, consiguió tres escaños por Burgas, por lo que Todorova se convirtió en diputada de la efímera XLVI legislatura.
Tras nuevamente no formar gobierno, se celebraron las terceras legislativas de 2021, en las que Todorova no revalidó su escaño, dejando de ser parlamentaria el 15 de septiembre de 2021, fecha de disolución del Parlamento de la XLVI legislatura.